# Gulvain
Der Gulvain ist ein 987 m (3.238 ft) hoher, als Munro und Marilyn eingestufter Berg in Schottland. Sein gälischer Name Gaor Bheinn kann in etwa mit Dreckiger Berg oder lärmender Berg übersetzt werden. Es gibt aber auch die Annahme, dass der gälische Name ursprünglich Gail Bheinn war, was eher als Berg der großen Welle oder Großer felsiger Berg zu übersetzen wäre.  Er liegt im Westen der Region Lochaber in einer einsamen Berglandschaft zwischen Loch Arkaig und Loch Eil, etwa 11 Kilometer nordöstlich von Glenfinnan und rund 17 Kilometer nordwestlich von Fort William. 
In der Bergregion nördlich von Loch Eil ist der Gulvain der höchste Berg. Mit seinen zwei Gipfeln besitzt er ein markantes Erscheinungsbild. Der von Südwesten nach Nordosten verlaufende Hauptgrat des Berges erstreckt sich in etwa in Form eines „Y“ zwischen dem Gleann Fionnlighe und dem Glen Mallie im Südosten sowie dem Gleann Camgharaidh im Nordwesten. Am höchsten Punkt verzweigt sich der Grat in zwei nach Nordosten verlaufende Grate, die das Coire Sgreamhach umschließen, ein im oberen Bereich von steilen felsigen Hängen geprägtes Kar. Südwestlich des durch einen Cairn markierten Hauptgipfels erstreckt sich der teils sehr schmale Gipfelgrat über gut einen Kilometer bis zum 961 m (3.153 ft) hohen Südgipfel, auf dem eine Triangulationssäule steht. Südlich davon liegt ein 855 m (2.805 ft) hoher namenloser Vorgipfel am Ende des Gipfelgrats. Felsige Partien weist der Gulvain außer im Coire Sgreamhach vor allem auf seiner Nordwestseite auf, aber auch auf der Südostseite sind seine steilen und ansonsten weitgehend grasbedeckten Hänge teils von Schrofen und steilen Blockhalden durchsetzt. Lediglich die nach Süden weisenden Flanken des Berges sind üerbwiegend von steilen Grasflächen geprägt. Das Massiv des Gulvain ist nach fast allen Seiten von Tälern umgeben, lediglich nach Nordosten schließt sich an den südlicheren der beiden Nordostgrate ein hochgelegener Übergang zum benachbarten, mit 727 m (2.385 ft) als Graham eingestuften Mullach Coire nan Geur-oirean an.

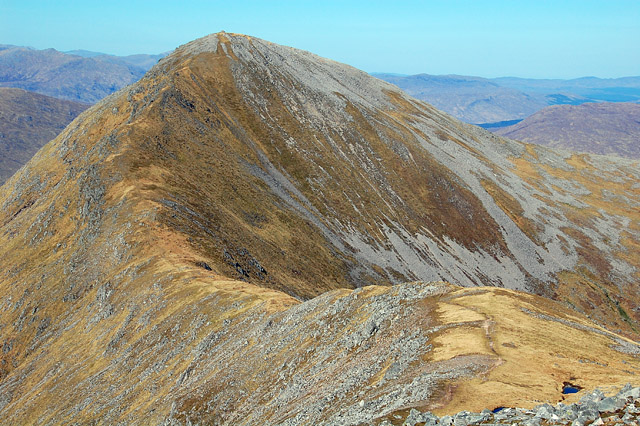
Blick entlang des Gipfelgrats vom Südgipfel zum Hauptgipfel des Gulvain
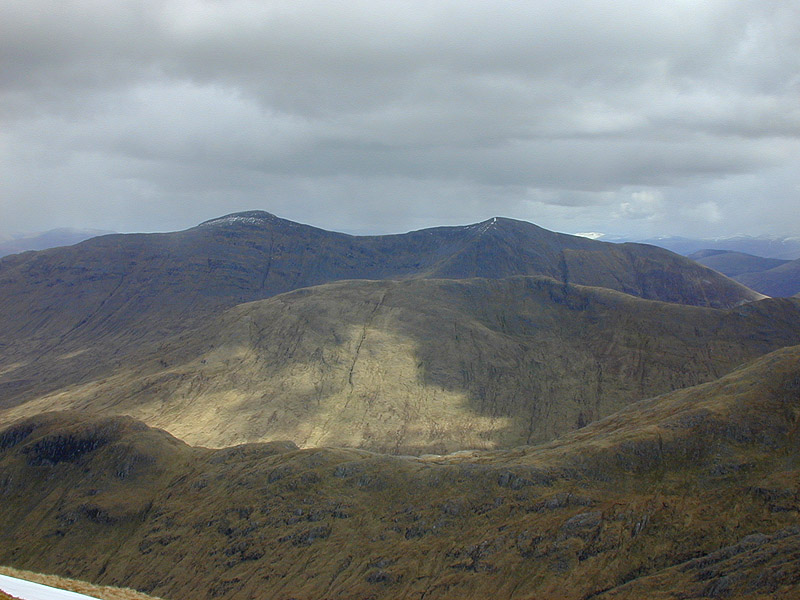
Der Gulvain vom westlich gelegenen Sgùrr Thuilm aus gesehen
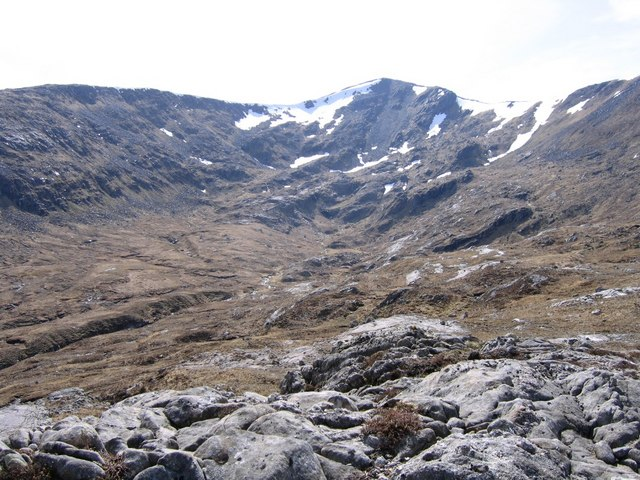
Blick in das auf der Nordostseite des Gulvain liegende Coire Sgreamhach
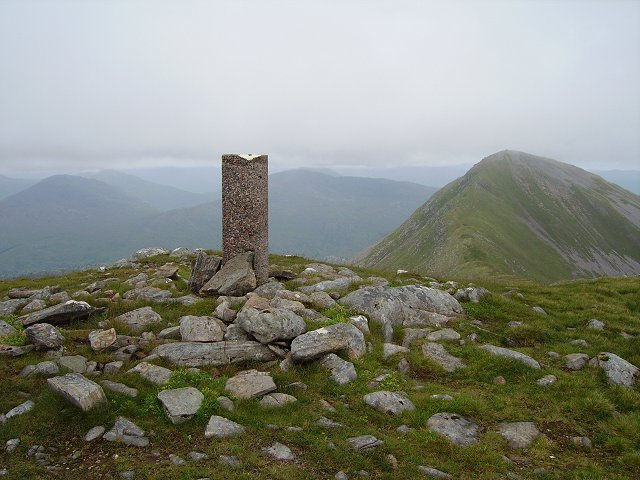
Die Triangulationssäule auf dem Südgipfel, rechts der Hauptgipfel des Gulvain

Üblicher Zugang für eine Besteigung des Gulvain ist das Gleann Fionnlighe. Ausgangspunkt ist ein Parkplatz an der A830 bei der kleinen Ansiedlung Drumsallie am Westende von Loch Eil. Der Weg führt durch das Gleann Fionnlighe bis zum Fuß des Gulvain auf seiner Südflanke. Über diese führt der Zustieg zum Südgipfel und über den Grat bis zum Hauptgipfel. Aus Richtung Osten ist ein Zustieg durch das Glen Mallie und über den südlicheren der beiden Nordostgrate ebenfalls möglich, erfordert aber einen deutlich längeren Anmarsch. Startpunkt ist ein Parkplatz am Ostende von Loch Arkaig bei Achnacarry. Die Bothy von Invermallie am Südufer von Loch Arkaig kann auf dieser Seite als Stützpunkt genutzt werden.